# Arminius

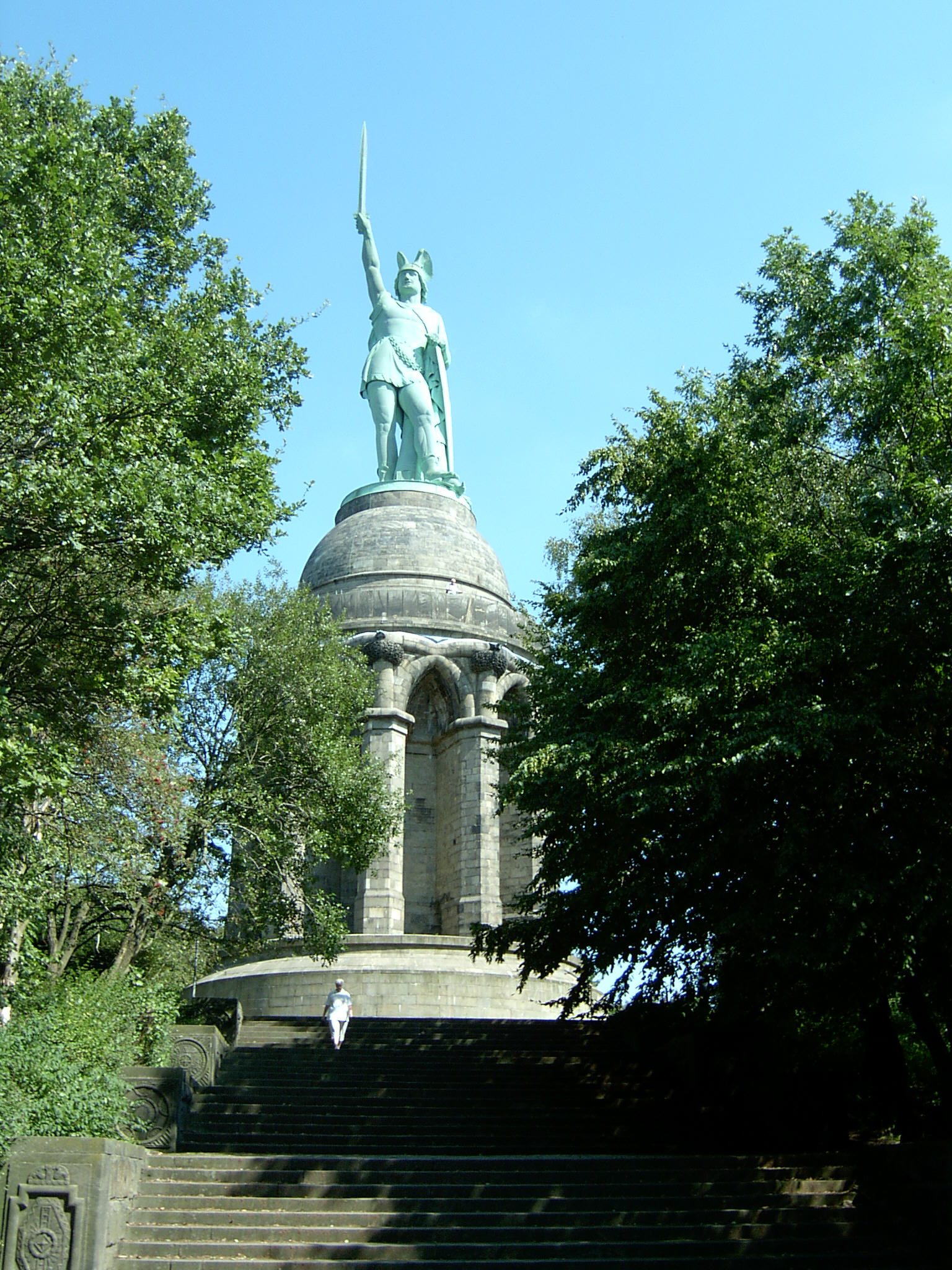
Đài tưởng niệm Hermannsdenkmal.

Arminius (18/17 trước Công nguyên – 21), còn gọi là Armin hay Hermann (Arminius là tên Latinh hóa, cũng giống như Brennus) là tù trưởng bộ lạc Cherusci người German. Ông đã lãnh đạo cuộc khởi nghĩa của các bộ lạc German chống lại ách thống trị của Đế quốc La Mã vào năm 6, và tiêu diệt hoàn toàn 3 binh đoàn hùng mạnh của La Mã trong trận rừng Teutoburg năm 9. Đây được xem là thất bại nặng nề nhất của người La Mã sau trận Cannae. Sau chiến thắng này, ông phải đương đầu với các chiến dịch tấn công Germania của quân La Mã dưới quyền tướng Germanicus từ năm 15 cho đến năm 17 mà nhìn chung là Germanicus không thể thu được thắng lợi đáng kể và Arminius vẫn giữ được nền độc lập của Germania.
Sau khi người La Mã rút về, xung đột lại diễn ra trong nội bộ người German. Arminius giành thắng lợi trong chiến tranh chống Marbo, vua của người Marcomanni. Tuy nhiên, là người có ước muốn hợp nhất các bộ tộc German chống lại Là Mã, ông đòi hỏi quyền lực tuyệt đối sau khi đánh bại người Marcomanni. Do đó, đồng bào của ông đã khởi loạn chống lại ông, và ông bị một tù trưởng khác sát hại vào năm 21 SCN. Ông có một con trai là Thumelicus, bị giết chết khi mới 15 tuổi trong cuộc chiến đấu với các đấu sĩ (gladiator) tại Ravenna năm 30. Người cháu của ông, Italicus lên ngôi năm 47
Mặc dù vậy, do chiến thắng Teutoburg của ông đã đẩy lùi biên giới La Mã từ sông Elbe về sông Rhine và qua đó chia rẽ châu Âu giữa người La Mã và German đồng thời chặn đứng sự bành trướng của La Mã, ông được sử gia La Mã Tacitus ca ngợi là "Người giải phóng vùng Germania" chính đáng dù chính Tacitus đã xem ông là một "phản tặc". Ông được gắn kết với người anh hùng Siegfried trong thần thoại Đức đầu thời Trung Cổ, và sau này người Đức xem ông là một anh hùng dân tộc. Chiến tích của ông được ca ngợi trong nền văn chương và âm nhạc Đức. Vào năm 1874, bốn năm sau khi nước Đức được thống nhất thành một đế quốc, tượng đài ông được khai mạc gần Detmold.